# Ubaldo
Ubaldo  è un nome proprio di persona italiano maschile.

## Varianti
- Maschili: Uboldo[2][3]
  - Alterati: Ubaldino[3][4], Ubaldello[1], Ubalduccio[3]
  - Ipocoristici: Baldo[1], Dello[1]
- Femminili: Ubalda[2][3], Ubolda[3]
  - Alterati: Ubaldina[2][3], Ubalduccia[3]

### Varianti in altre lingue
- Catalano: Ubald
- Ceco: Ubald
- Francese: Ubalde
- Germanico: Hugibald[2][3][5], Hugipald[5], Hugibold[5], Hugbald[5], Hucbald[5], Hucbold[5], Hubald[2][5], Hubold[5], Ubald[5]
- Inglese: Ubald
- Latino: Hucboldus[2], Ubaldus[1]
- Polacco: Ubald
- Portoghese: Ubaldo
- Spagnolo: Ubaldo
- Tedesco: Ubald

## Origine e diffusione
Deriva dal nome germanico Hugibald, composto dagli elementi hugu (o hug, "spirito", "cuore", "mente") e bald (o baltha, "ardito", "coraggioso"); il significato complessivo può essere interpretato in diversi modi, come "ardito per il suo ingegno", "saggio e ardito", "spirito ardito" o "forte soccorritore". Entrambi gli elementi sono comuni nell'onomastica germanica; il primo si ritrova anche in Ugo e Uberto, mentre il secondo, diffusissimo, si riscontra ad esempio in Alberto, Erberto, Bertoldo e Dagoberto.
Per quanto riguarda la diffusione, essa è dovuta principalmente al culto di sant'Ubaldo, vescovo di Gubbio, e risulta infatti per la maggioranza accentrato nella città umbra, attestandosi per il resto sparso nell'Italia centro-settentrionale, soprattutto in Toscana. La forma "Uboldo", di tradizione francone, è maggiormente diffusa nella provincia di Milano. Da Ubaldo è inoltre derivato, come patronimico, il nome Ubaldesco.

## Onomastico
L'onomastico può essere festeggiato in memoria di più santi e beati, alle date seguenti:
- 9 aprile, beato Ubaldo Adimari o Ubaldo da Borgo San Sepolcro, religioso servita[6]
- 1º maggio, san Vivaldo (o Ubaldo o Waldo) da San Gimignano, terziario francescano ed eremita[7]
- 11 maggio, san Vivaldo (o Ubaldo o Gualdo), terziario francescano, aiutante del beato Bartolo Buonpedoni[7]
- 16 maggio, sant'Ubaldo Baldassini, vescovo di Gubbio[4][6][7]

## Persone

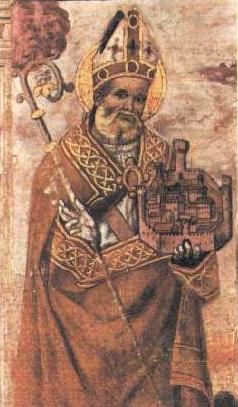
Ubaldo Baldassini

- Guido Ubaldo Abbatini, pittore italiano
- Ubaldo Arata, direttore della fotografia ed operatore cinematografico italiano
- Ubaldo Baldassini, vescovo cattolico e santo italiano
- Ubaldo Bianchi, lottatore italiano
- Ubaldo Comandini, avvocato, pubblicista e politico italiano
- Ubaldo Degli Uberti, ammiraglio italiano
- Ubaldo Lay, attore italiano
- Ubaldo Oppi, pittore italiano
- Ubaldo Righetti, calciatore italiano
- Ubaldo Soddu, generale italiano
- Ubaldo Visconti di Gallura, Giudice di Gallura

### Variante Ubaldino
- Ubaldino Bandinelli, vescovo cattolico italiano
- Ubaldino Peruzzi, politico italiano

## Il nome nelle arti
- Ubaldo è il nome italiano di Gurio Umino, personaggio della serie anime Sailor Moon.
- Ubaldo è un capopalestra e membro dei Superquattro in Pokémon Scarlatto e Violetto.
- Ubalda è un personaggio del film del 1972 Quel gran pezzo dell'Ubalda tutta nuda e tutta calda, diretto da Mariano Laurenti.
- Ubaldo Piangi è un personaggio del musical di Andrew Lloyd Webber The Phantom of the Opera.
- Ubaldo Terzani è un personaggio del film del 2011 Ubaldo Terzani Horror Show, diretto da Gabriele Albanesi